# Heroes of Might and Magic
Pour les articles homonymes, voir Hero.
 (octobre 2019).
Si vous disposez d'ouvrages ou d'articles de référence ou si vous connaissez des sites web de qualité traitant du thème abordé ici, merci de compléter l'article en donnant les références utiles à sa vérifiabilité et en les liant à la section « Notes et références ».
Heroes of Might and Magic (souvent abrégé en HoMM ou Heroes, connue également sous le nom Might and Magic Heroes) est une série de jeux vidéo de stratégie au tour par tour. Elle est créée par Jon Van Caneghem qui est également à l'origine de King's Bounty et de la série Might and Magic.
La série Heroes of Might and Magic se situe dans un univers médiéval-fantastique. Elle est développée à partir de 1995 par New World Computing, une filiale de The 3DO Company.

## Généralités
La série Heroes of Might and Magic arrive après le titre King's Bounty publié en 1990, ce dernier met en place la plupart des éléments de jeu de la franchise. Par la suite, les jeux sont renommés pour s’insérer dans le monde de Might and Magic, une longue série de jeux vidéo de rôle à succès publiée par The 3DO Company.
Chacun des jeux de la série présente des graphismes affinés et une résolution d’écran plus grande que celui qui le précède, le système de jeu ne change cependant quasiment pas d’un épisode à l’autre. L’accompagnement sonore bénéficie d’un travail détaillé, ainsi que de l’usage d’une bande son symphonique travaillée, développée notamment par Paul Romero, Steve Baca, Rob King ou encore P. James. Heroes of Might and Magic III, en particulier, est l’un des premiers jeux vidéo à utiliser le format de compression audio MP3.
Tous les épisodes se suivent, chronologiquement parlant, excepté l'épisode VI dont les événements ont lieu environ 400 ans avant ceux de l'épisode V, et décrivent à chaque fois une histoire différente.
En août 2003, à la suite de la mise en faillite de The 3DO Company ainsi que de sa filiale New World Computing, la franchise est rachetée par Ubisoft. Le projet du 5e épisode est donné à un studio de développement russe, Nival Interactive, bien que New World Computing ait alors déjà commencé un tel développement. Heroes of Might and Magic V marque le passage de la série vers la 3D.
Fin 2007, Ubisoft édite une version limitée comprenant tous les opus de la série, ainsi que sa dernière extension sortie la même année, Tribes Of The East. Toutefois les épisodes Heroes Chronicles ne sont pas inclus dans le coffret. Un sixième épisode parait le 13 octobre 2011. À cette occasion, Ubisoft décide de renommer sa série, qui adopte depuis le titre « Might and Magic Heroes ».
La musique des jeux de la série a été créée principalement par les compositeurs américains Paul Anthony Romero et par Robert King.

## Système de jeu
Les jeux de la série Heroes of Might and Magic partagent plus ou moins les mêmes mécanismes de jeu : le joueur possède une place forte qu’il peut améliorer à chaque tour s’il peut se le permettre, ces améliorations lui apportent des éléments d’armée, des caractéristiques accrues, etc. Chaque jeu comporte divers peuples avec leurs villes, leur style et leurs points forts particuliers.
Pour déplacer une armée, le joueur doit engager un héros qui, seul, peut également lancer des sorts (a l'exception de Heroes of might and magic IV, dans lequel les créatures des joueurs peuvent se déplacer librement sur la carte sans héros (disposant eux aussi de point de mouvements) et certaines peuvent lancer des sorts (comme les anges qui disposent d'un sort de résurrection). Le héros se déplace à travers une carte présentant des caractéristiques typiques du genre Heroic fantasy, et à travers la conquête de nouvelles places fortes, les combats contre des armées de monstres errants, la visite d’endroits particuliers ou la récupération d’objets magiques deviennent plus puissants et plus utiles pour le joueur.
Les amateurs de la série mettent en avant le système de magie, les différentes unités équilibrées et le mode de combat qui sont souvent considérés comme les meilleurs du genre[réf. nécessaire].

## Jeux
- Heroes of Might and Magic: A Strategic Quest (1995)
- Heroes of Might and Magic II: The Succession Wars (1996)
- Heroes of Might and Magic II: The Price of Loyalty (1997)
- Heroes of Might and Magic III: The Restoration of Erathia (1999)
- Heroes of Might and Magic III: Armageddon's Blade (2000)
- Heroes of Might and Magic III: The Shadow of Death (2000)
- Heroes of Might and Magic IV (2002)
- Heroes of Might and Magic IV: The Gathering Storm (2002)
- Heroes of Might and Magic IV: Winds of War (2003)
- Heroes of Might and Magic V (2006)
- Heroes of Might and Magic V: Hammers of Fate (2006)
- Heroes of Might and Magic V: Tribes of the East (2007)
- Heroes of Might and Magic: Complete Edition (2007)
- Might and Magic Heroes VI (2011)
- Might and Magic Heroes VI: Pirates of the Savage Sea Adventure DLC (2012)
- Might and Magic Heroes VI: Danse Macabre DLC (2012)
- Might and Magic Heroes VI: Shades of Darkness DLC Standalone (2013) (incluant une nouvelle faction, les elfes noirs)
- Might and Magic: Heroes VII (2015)
- Might and Magic Heroes VII: Les Légendes perdues d’Axeoth 1 DLC (2015)
- Might and Magic Heroes VII: Les Légendes perdues d’Axeoth 2 DLC (2015)
- Might and Magic Heroes VII: Trial by Fire DLC Standalone (2016) (incluant une nouvelle faction, les nains)
- Heroes of Might and Magic  : Olden Era (date de sortie prévue en 2025[3])

### Complete Edition
Il s'agit d'un coffret en édition limitée comprenant toute la série des Heroes of Might and Magic, ainsi que leurs extensions, à l'exception des opus Heroes Chronicles. En sus, ce coffret contient un artbook de 170 pages, un jeu de tarot, un polo démoniaque, un guide des factions, un DVD Bonus, la bande son de Heroes V et de ses extensions Hammers of Fate et Tribes Of The East sur trois CD, un poster, le guide de Heroes V fait par les fans en version électronique et une clé pour la bêta du jeu en ligne Heroes of Might and Magic Kingdoms.
Le coffret sort fin 2007, peu après Tribes of The East, il est mis en vente à 80 €.

### Might and Magic Heroes Collection
Sorti en 2011, ce coffret regroupe tous les jeux Heroes of Might and Magic, du premier épisode jusqu'au cinquième, ainsi que toutes les extensions de chaque épisode, y compris ceux jamais sortis en France. Il s'agit donc d'une compilation identique à la Complete Edition mais avec uniquement les jeux (et pas de bonus physiques comme les artbooks, etc.). Ce coffret est vendu aux alentours de 20 € dans la gamme « Exclusive Collection ».
Cette compilation n'est néanmoins pas très appréciée des fans puisque plusieurs éléments des jeux en questions manquent à l'appel. Ainsi, dans cette édition, Heroes II ne possède pas de musiques symphoniques. Heroes III est lui aussi incomplet puisqu'un grand nombre de créatures ne sont pas animées sur le champ de bataille (les Centaures et les Magogs par exemple).